# Лавренчук, Юлия Ивановна
Ю́лия Ива́новна Лавренчу́к (укр. Юлія Іванівна Лавренчук; род. 24 мая 1978 года, Киев, УССР, СССР) — украинская фигуристка, выступавшая в одиночном катании. Бронзовый призёр чемпионата Европы 1997 года, двукратная чемпионка Украины 1995 и 1997 годов. Участница зимней Олимпиады 1998 года .
Тренер Марина Амирханова поставила Лавренчук выдающуюся технику исполнения прыжков. Исполняемые с огромного хода, с «зависанием» в воздухе после набора высоты, и лишь затем вращением в воздухе, приземляясь четко на ход назад (без недокрутов), прежде всего на самых сложных в то время тройных — лутце и флипе (исполняемом с моухока). В течение всей программы Юлия демонстрировала очень высокую скорость катания.
С 2017 вместе со своим супругом Алексеем Василевским тренировала российских фигуристов (Серафиму Саханович и др.) в «Ангелах Плющенко», затем — в СК «Армия фигурного катания».

## Спортивные достижения
| Соревнования/Сезоны   | 1992-93 | 1993-94 | 1994-95 | 1995-96 | 1996-97 | 1997-98 | 1998-99 |
| --------------------- | ------- | ------- | ------- | ------- | ------- | ------- | ------- |
| Зимние Олимпиады      |         |         |         |         |         | 11      |         |
| Чемпионаты мира       |         |         | 11      | 17      | 9       | 12      | 9       |
| Чемпионаты Европы     |         |         | 11      | 18      | 3       | 12      | 8       |
| Чемпионаты Украины    |         |         | 1       | 3       | 1       | 2       | 2       |
| Skate America         |         |         |         |         |         | 5       |         |
| Cup of Russia         |         |         |         |         | 9       |         | 10      |
| Nations Cup           |         |         |         |         |         |         | 2       |
| Finlandia Trophy      |         |         |         |         |         |         | 3       |
| Nebelhorn Trophy      |         |         |         | 5       | 13      |         |         |
| Мемориал Карла Шефера | 12      |         |         |         |         |         |         |